# Беш-Терек (Крым)
Беш-Тере́к (укр. Беш-Терек, крымскотат. Beş Terek, Беш Терек) — упразднённое село в Симферопольском районе Крыма, включённое в состав упразднённого села Новая Мазанка, сейчас — примерно южная часть села Донское.

## История
Впервые в доступных источниках поселение встречается в Статистическом справочнике Таврической губернии 1915 года, согласно которому на хуторе Бештерек Табулдинской волостии Симферопольского уезда числилось 3 двора со смешанным населением в количестве 20 человек приписных жителей и 14 — «посторонних», из которых 18 мужчин и 16 женщин. При хуторе числилось 54 десятинвы удобной земли, 38 лошадей, 14 волов, 10 коров и 200 голов мелкого скота. После установления в Крыму Советской власти, по постановлению Крымревкома от 8 января 1921 года была упразднена волостная система и село включили в состав вновь созданного Сарабузского района Симферопольского уезда, а в 1922 году уезды получили название округов. 11 октября 1923 года, согласно постановлению ВЦИК, в административное деление Крымской АССР были внесены изменения, в результате которых был ликвидирован Сарабузский район и образован Симферопольский и село включили в его состав. Согласно Списку населённых пунктов Крымской АССР по Всесоюзной переписи 17 декабря 1926 года, на хуторе Бештерек, Осминского сельсовета Симферопольского района, числилось 6 дворов, из них 4 крестьянских, население составляло 28 человек, все русские. С созданием 22 февраля 1937 года Зуйского района Бештерек отнесли в его состав, в состав Киркского, переименованного в 1945 году в Краснокрымский, сельсовета.
Указом Президиума Верховного Совета РСФСР от 18 мая 1948 года, Беш-Терек объединили с селом Новая Мазанка.